# Nymphon longituberculatum
Nymphon longituberculatum är en havsspindelart som beskrevs av Olsen, Ø. 1913. Nymphon longituberculatum ingår i släktet Nymphon och familjen Nymphonidae. Inga underarter finns listade i Catalogue of Life.